# Dostyk Ałmaty
Dostyk Ałmaty (kaz. Достық Алматы Футбол Клубы) – kazachski klub piłkarski z siedzibą w Ałmaty.

## Historia
Klub został założony w 1990 jako Dostyk Ałma-Ata. Na początku grał w rozgrywkach lokalnych. W 1993 debiutował w Kazachskiej Wysszej Lidze. Przed rozpoczęciem nowego sezonu 1994 z powodów finansowych został rozformowany.

## Sukcesy
- Kazachska Premier Liga: 7. miejsce (1993)
- Puchar Kazachstanu: zdobywca (1993)